# 논식
논식(論式,라틴어 modus, 영어 mood 또는 mode) 또는 삼단논법의 식(mode of syllogism)은 논리학, 철학등에서 전제와 결론을 이루는 판단의 질이나 양에 따라 구분되는 여러 가지 삼단 논법(syllogism)의 형식을 가리킨다. 삼단논법의 식(mode of syllogism)은   격(figure, 또는 삼단논법의 격 figure of syllogism)과 함께  고전 논리학의 주요한 성과를 보여주는 삼단논법의 격(figure)과 식(mode)인 형식(types)을 확인할 수 있게 한다.

## 삼단논법의 형식
삼단논법(Syllogisms)의 일반적인 명제의 질과 양을 보여주는 정언 명제에서  형식 A(전칭긍정),E(전칭부정),I(특칭긍정),O (특칭부정)로 분류되는 명제의 세 순서를 나열하는 것을 식이라고 한다. 이후 중명사의 위치에 따라 4종류로 분류하며 이를 격이라고 한다. 이처럼 삼단논법의 격식은 '식식식-격'으로 표기해 볼 수 있다. 따라서 예를 들면 AAA-1은 전칭긍정의 대명제와 전칭긍정의 소명제 그리고 전칭긍정의 결론을 갖는 제1격의 삼단논법 형식(types)을 가리키게 된다.

## 예
예를 들면 식(mode)이 AA{\displaystyle \Box }의 배열순서에서 격이 타당하게 유지되는 중명사의 배열순서는 오직 제1격만이 성립한다는 교차정보를 제공해 준다. 이는 대전제가 전칭이면서 소전제가 긍정이라면 결론이 항상 타당하기 위해서는 제1격 또는 제3격이어야 한다는 정보들의 순서의 중요성을 보여주는것과 같은 맥락의 의미이기도 하다. 또한 제1격의 중명사의 위치에서는 A□□-1에서처럼  A로 시작되는 올바른 논리는 오직 3개(AAA-1,AAI-1,AII-1)만이 존재하게 되는 것처럼 대전제와 소전제의 정보만으로 또는 대전제와 중명사의 위치 정보만으로도 결과가 항상 타당하기 위해서는 취할 수 있는 정보가 한정되고 제약받는다는 것을 보여준다는 점에서 시사하는 바가 크다. 이것은 스토리(story)나 대화(dialog)에서 처믐 제시되는 문장이 '모든'(전칭)을 함의하는 긍정문일 경우 그 대화의 연결에서 정보의 흐름을 예측해줄 수 있게 한다.

## 같이 보기
- 오류론